# 青海亮太
青海 亮太（あおみ りょうた）は、日本のゲームプロデューサー、ゲームクリエイター。メタバースプラットフォーム「cluster」所属。元スクウェア・エニックス所属で『ドラゴンクエストシリーズ』のプロデューサーとマーチャンダイジング担当を務めていた。

## 略歴
玩具メーカーでの玩具やフィギュア・食玩などの企画開発を経て、ドラゴンクエストシリーズのメインプログラマー山名学が立ち上げたジニアス・ソノリティに移籍。ポケモンコロシアム、ポケモンXD、ポケモントローゼなどのポケットモンスターシリーズや、任天堂ゲームタイトルの開発に携わる。

ドラゴンクエストソード 仮面の女王と鏡の塔を開発したことが縁でスクウェア・エニックスに移籍し、ドラゴンクエストのプロデューサーに参画。

ゲームプロデュース以外にも玩具メーカーでの経験を活かして、ドラゴンクエストグッズや数々の企業コラボレーション・イベント企画といった、ドラゴンクエストのIPプロデュース・二次展開に携わった。

ドラゴンクエストとgraniph(グラニフ)のアパレルコラボ「DQ+g(ディーキュープラスジー)」や、ドラゴンクエスト初の本格文房具ブランド「ドラゴンクエスト文具屋」でも、立ち上げから企画デザインのディレクションを担当した。

2020年東京オリンピック公式マスコットキャラクター審査員に選出され、東京五輪マスコット審査を行った。

2023年2月10日、自身のTwitter、Instagramアカウントにて、スクウェア・エニックスを退職したことを発表し、ファン、関係者への感謝を記載したメッセージが公開された。また、「現在は、次の会社にて『新たな冒険』がはじまりました。近況や今後の活動は追ってお伝えしたいと思いますので、もうちょっとだけお待ちください。」とコメントしていた。

週刊ファミ通(2023年9月25日号 No.1815)とファミ通.comのインタビュー記事にて、メタバースプラットフォーム「cluster」に参画したことが発表された。

## 主な参加作品
2003年 - 任天堂、株式会社ポケモン 『ポケモンコロシアム』ゲームデザイン

2005年 - 任天堂、株式会社ポケモン『ポケモンXD 闇の旋風ダーク・ルギア』ゲームデザイン

2005年 - 任天堂、株式会社ポケモン『ポケモントローゼ』ゲームデザイン

2006年 - 任天堂、株式会社ポケモン『ポケモンバトルレボリューション』ゲームデザイン

2007年 - スクウェア・エニックス『ドラゴンクエストソード 仮面の女王と鏡の塔』ゲームデザイン

2007年 - 任天堂『DS文学全集』ゲームコンセプト

2009年 - 任天堂『ちょっとDS文学全集 世界の文学20』

2010年 - 任天堂『大人の恋愛小説 DSハーレクインセレクション』

2010年 - スクウェア・エニックス『ドラゴンクエスト モンスターバトルロード』シリーズ　アシスタントプロデューサー

2010年 - スクウェア・エニックス『ドラゴンクエスト モンスターバトルロードビクトリー』アシスタントプロデューサー

2011年 - スクウェア・エニックス『ドラゴンクエスト25周年記念 ファミコン&スーパーファミコン ドラゴンクエストI・II・III』プロデューサー

2015年 - スクウェア・エニックス『ドラゴンクエストヒーローズ　闇竜と世界樹の城』プロデューサー

2016年 - スクウェア・エニックス『ドラゴンクエストヒーローズII 双子の王と予言の終わり』プロデューサー

2017年 - スクウェア・エニックス『ドラゴンクエストヒーローズI・II for Nintendo Switch』プロデューサー

2021年 - スクウェア・エニックス『ドラクエベビー＆キッズ～スライムとあそぼう～』ディレクター

## 出演番組
スクウェア・エニックスのグッズ紹介番組「本日開店！スクエニ商店」　MCレギュラー出演

## エピソード
インタビュー記事によると、小学生のときに、「ドラゴンクエストみたいなゲームを作る人になりたい」という将来の夢を書いていたという。

また、中学校の進路授業では、中学1年生のときに「ゲームデザイナーになりたい」と書き、おこづかいで早くもゲーム業界就職本を買ったという。

## インタビュー記事・動画
- 4Gamer［インタビュー］クラスターが考えるメタバースとは。ユーザーがモノを作り出す先にある未来と，clusterが目指す場所。CEO加藤直人氏と青海亮太氏に話を聞いた
- 国立研究開発法人 情報通信機構 NICTのスゴい人あいたい人「クラスター青海亮太氏と電磁波研究所中川研究所長によるZ世代へのメッセージ」
- ドラゴンクエスト×グラニフ　コラボ「DQ+g(ディーキュープラスジー)」を生み出した二人が語る誕生・開発秘話
- 文具好き開発プロデューサーが語る「ドラゴンクエスト文具屋」開発秘話（前編）
- 文具好き開発プロデューサーが語る「ドラゴンクエスト文具屋」開発裏話（後編）
- ファミ通.com “ドラクエベビー＆キッズ”ブランド誕生！開発者インタビュー
- 4Gamer.net ［TGS 2020］スクエニ商店でFFやドラクエの新作グッズが大量発表！
- PlayStation.Blog 本日発売！『ドラゴンクエストヒーローズⅡ』完成披露発表会レポート＆DLC最新情報
- ファミ通.com『ドラゴンクエストヒーローズII』青海亮太氏＆庄知彦氏インタビュー！
- PlayStation.Blog【対談】作り手に聞く！『ドラゴンクエストヒーローズⅡ』の楽しみ方
- 任天堂『DS文学全集』開発スタッフインタビュー
- ケータイ Watch（インプレス）「SH-01F DRAGON QUEST」担当者インタビュー